# Hét szláv törzs
A hét szláv törzs (bolgárul: Седем славянски племена, Szedem szlavjanszki plemena) a Moesiában, a mai Bulgária területén élő szláv törzsek uniója, melyet a 7. század közepe táján hoztak létre, és a bolgár-törökök mellett részt vett az Első dunai bolgár birodalom 680–681-es megalkotásában.
A 7. század végén a hét szláv törzs nyugatra vándorolt, és részt vett az újonnan megalapított Bolgár Birodalom nyugati és északnyugati határainak (az Iszkar folyónak a Dunába ömlő torkolatáig) történő védelmezésében. Ezt a területet az avarok kalandozásai veszélyeztették. Ők védték ezen felül még a Balkán-hegység egyes ösvényeit is.
A hét szláv törzs a Bolgár Birodalom más szláv törzseivel közösen a 9. században, I. Borisz uralkodása idején, Bulgária megtérítése alatt hozta létre a bolgár népet. Ekkor olyan közigazgatási reformokat is meghoztak, melyek biztosították számukra az önrendelkezési és önkormányzati jogot.

## Fordítás
- Ez a szócikk részben vagy egészben  a   Seven Slavic tribes című angol Wikipédia-szócikk ezen változatának fordításán alapul.  Az eredeti cikk szerkesztőit annak laptörténete sorolja fel. Ez a jelzés csupán a megfogalmazás eredetét és a szerzői jogokat jelzi, nem szolgál a cikkben szereplő információk forrásmegjelöléseként.